# Estigmene irregularis
Estigmene irregularis är en fjärilsart som beskrevs av Moore 1882. Estigmene irregularis ingår i släktet Estigmene och familjen björnspinnare. Inga underarter finns listade i Catalogue of Life.